# Adiós Alejandra
Adiós Alejandra es una película argentina del género de comedia dirigida por Carlos Rinaldi sobre un guion de Norberto Aroldi que se estrenó el 19 de abril de 1973 y que tuvo como protagonistas a Ángel Magaña, Raúl Padovani, Amelia Bence, Eduardo Rudy, Ubaldo Martínez y María de los Ángeles Medrano. Filmada en colores, en este momento sólo hay copias de baja calidad en blanco y negro emitidas cada tanto por Volver (canal de televisión).

## Sinopsis
Un solterón hace creer a su familia que es suyo el hijo natural de un hermano que murió.

## Comentario
El comentario del Heraldo del Cine fue "Notas de humor sencillo y sentimentalismo bien digerible"

## Reparto
- Ángel Magaña ... Yuyo
- Raúl Padovani ... Vicente
- Amelia Bence ... Nora
- Eduardo Rudy ... Padre Andrés
- Ubaldo Martínez ... Pedro
- María de los Ángeles Medrano	... Alejandra
- Carlos Vanoni	... José Luis
- Alejandra Rodrigo	... Cristina
- Constanza Maral ... Raquel
- Graciela Nilson
- Irene Simeoni
- Juan Alighieri
- Manuel Pascuali
- Luisa Enrique
- Eduardo Mitre